# Carebara terayamai
Carebara terayamai  (лат.) — вид очень мелких муравьёв рода Carebara из подсемейства Myrmicinae (Formicidae). Индия.

## Описание
Мелкие муравьи коричневого цвета. Длина тела солдат около 2 мм. Длина головы солдат HL от 0,52 до 0,55 мм. Глаза рудиментарные (из 1 омматидия). Усики 9-члениковые с 2-члениковой булавой. Передний край клипеуса с двумя зубцами. Проподеальные углы притуплённые. 
Самки и самцы не обнаружены. Жвалы с 4 зубцами. Стебелёк между грудкой и брюшком состоит из двух члеников: петиолюса и постпетиолюса (последний четко отделен от брюшка), жало развито.

## Систематика
Вид был описан в 2014 году в ходе ревизии местной фауны индийскими энтомологами Химендером Бхарти (Himender Bharti; Department of Zoology and Environmental Sciences, Punjabi University, Патиала, Пенджаб, Индия) и его коллегами. Относят к трибе Solenopsidini или Crematogastrini. Видовое название дано в честь крупного японского мирмеколога Мамору Тераямы (Mamoru Terayama).